# Ninja Gaiden Sigma
Ninja Gaiden Sigma és un videojoc japonès llançat exclusivament per la PlayStation 3. Va ser informat sobre el videojoc per la revista Famitsu el setembre del 2006. El videojoc és un remake del Ninja Gaiden Black, que va ser llançat per Xbox.